# Sporran

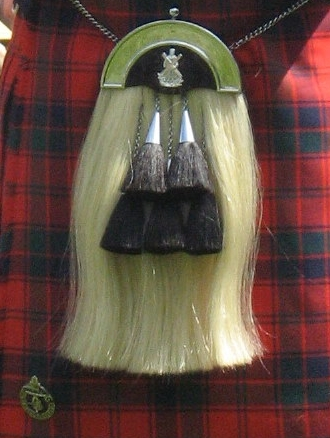
Žíněný sporran

Sporran je malá kožená brašna nošená ke kiltu, nahrazující kapsy. Nosí se ve výšce rozkroku. Zpravidla je vyráběn z kůže či kožešiny a může být různě zdobený. Název sporran pochází ze skotské galštiny a jeho významem je tobolka.

## Druhy sporranu
Běžně jsou rozeznávány tři druhy sporranu:
- denní – jednoduchá brašnička pro běžné nošení.
- sváteční – větší a mnohem zdobenější, nošený pro zvláštní příležitosti.
- žíněný – zdobený koňskými žíněmi, obvykle nošený dudáky nebo jako součást plukovních uniforem některých britských jednotek (Highlanders).